# Viitasaari (ö i Birkaland, Tammerfors, lat 61,35, long 24,75)
Viitasaari är en ö i Finland. Den ligger i sjön Kukkia och i kommunen Pälkäne i den ekonomiska regionen Tammerfors och landskapet Birkaland, i den södra delen av landet, 130 km norr om huvudstaden Helsingfors. Öns area är 0,6 hektar och dess största längd är 210 meter i nord-sydlig riktning.